# Скалонгне, Дирк
Дирк Скалонгне (нидерл. Dirk Scalongne, 12 декабря 1879, Амстердам — 1 апреля 1973, там же) — нидерландский офицер флота, спортсмен-фехтовальщик, призёр Олимпийских игр.

## Биография
Родился в 1879 году в Амстердаме в семье Хендрика Виллема Скалонгне и его жены Хейлтье Так. В 1906 году стал капитаном первой нидерландской подводной лодки. В 1912 году участвовал в Олимпийских играх в Стокгольме, где завоевал бронзовую медаль в командном первенстве на саблях.
Скалонгне был женат дважды. Его первой супругой была Антойнэтте Катарина ван Лунен. В июле 1906 года у них родилась дочь Антойнэтте Катарина, а в марте 1908 года сын Дирк. Их брак был официально расторгнут 3 июня 1926 года в Алкмаре.
В январе 1929 года в городе Сурабая Дирк женился на Марии Петронелле Йоханне ван Кёйлен.